# Francis Adams

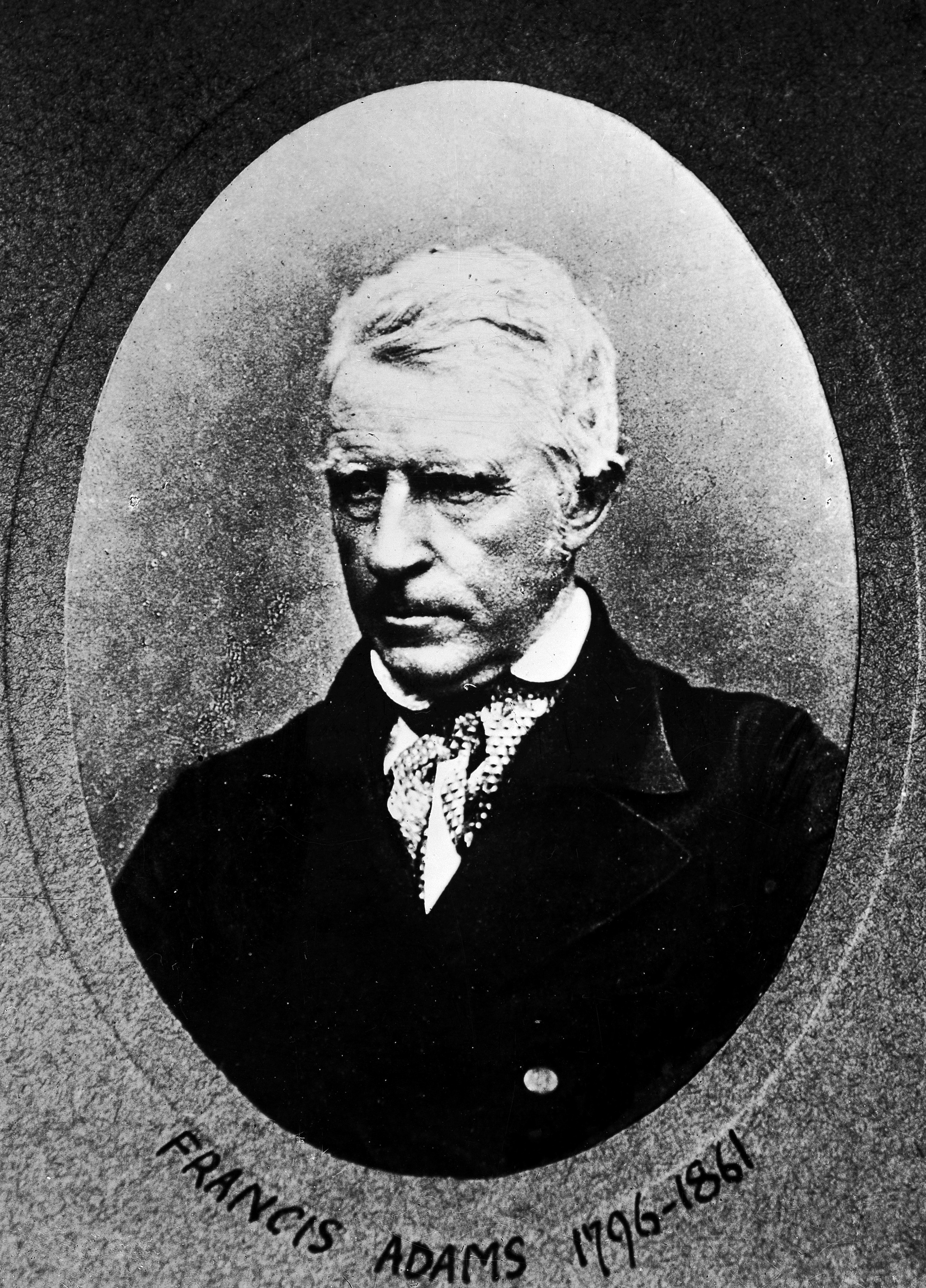

Francis Adams (1796 – 26 febbraio 1861) è stato un medico e traduttore scozzese di trattati di medicina dal greco antico, latino e arabo.

## Biografia
Dopo la laurea in medicina prestò servizio nell'ospedale di Banchory, Aberdeenshire, dal 1819 fino alla sua morte nel 1861. Poiché al tempo non esistevano traduzioni in lingua inglese dei trattati di medicina greci, romani, e arabi, Adams intraprese un lavoro di traduzione, che venne ampiamente pubblicato in Europa.

## Opere
- Doctissimus medicorum Britannorum